# Sarvsjön, Södermanland
Sarvsjön är en sjö i Södertälje kommun i Södermanland och ingår i Norrströms huvudavrinningsområde.